# Астіаг
Астіаг (грец. Ἀστυάγης, аккд. Ištumegu, перс. ایشتوویگو, іран. *ašti-vaiga, що означає «розмахувач списом») — цар Мідії в 585—550 р. до н. е. В клинописних джерелах згадується як Іштумегу.

## Історія
Найдавніші згадки про Астіага приблизно збігаються з його часом (VI ст. до н.е.). У двох написах вавилонського царя Набоніда (прав. бл. 556 – 539 рр. до н.е.), циліндрі Ехулхула та циліндрі Харрана, Астіаг ідентифікований як «цар Умман-манди». Він був сином царя Кіаксара, останнім власне мідійським царем. Термін Умман-манда часто використовується у вавилонських джерелах як зневажливе позначення мідійців. В циліндрі Ехулхула також зазначено, що Астіаг був переможений Кіром IІ Великим, під час повстання, яке очолили родич Астіага Гарпаг та онука Астіага Кір ІІ Великий.
Про цю війну відомо дуже мало, відомо лише, що вона тривала три роки і була дуже напруженою. Спочатку вдача, начебто, була на боці мідійської армії. Астіаг зумів розбити персів у відкритій битві і підійти до їхньої столиці Пасаргади. Але тут він отримав поразку, начебто через те, що більша частина мідійської знаті зрадила Астіага і перейшла на бік Кіра ІІ Великого та Гарпага. Астіаг з залишками армії відступив. Остання битва в цій війні відбулась бл. 550 р. до н. е. під стінами мідійської столиці Екбатана (в циліндрі Ехулхула датується подія третім роком правління Набоніда (553 р. до н. е.). Ця дата суперечить вавилонському джерелу, Хроніці Набоніда, яка походить з періоду Ахеменідів і датує поразку Астіага 550 р. до н. е.. З огляду на ідеологічну упередженість царських написів, свідчення хроніки видається більш достовірним). Тут мідійська армія зазнала нищівної поразки, а Астіаг потрапив у полон. Однак історики розбігаються у думках щодо подальшої долі Астіага. Геродот пише, що перси кинули його у в'язницю, де він і помер, грецький історик Ктесій згадує, що Астіаг був призначений правителем Парфії, а згідно третьої версії зісланий в Гірканію. Також згадується, що після цього, під приводом поїздки до доньки, перси завели Астіага в пустелю і залишили його там.
Згідно Геродота, Кір II був його онуком. Астіаг побачив дивний сон, який був так витлумачений: начебто Кір (син його доньки і знатного перса) займе його трон, і Мідією заволодіють перси. Тоді він наказав сановнику Гарпагу вбити дитя Кіра, але Кір вижив у сім'ї пастуха. Потім омана розкрилась, Кір був посланий до його справжніх батьків, а Гарпага Іштувегу покарав тим, що зварив його сина і пригостив нічого не підозрюючого Гарпага під час святкового обіду, а потім показав йому залишки дитини, давши зрозуміти, чим насправді було частування. Гарпаг зачаїв злобу, і пізніше організував заколот і допоміг Кіру зайняти трон.

## Проблеми античних джерел
Клинописні джерела не вказують на те, що Кір був васалом Астіага. Це, схоже, вигадка грецьких джерел. Також немає жодних доказів існування «Мідійської імперії», про яку йдеться в грецькій історіографії. Астіаг був головою племінної конфедерації, яка проживала в Екбатані (Гамадан). Основною територією, яку він контролював, були центральні гори Загрос, а його вплив сягав на схід аж до південних берегів Каспійського моря та на північний захід аж до східної Анатолії. Однак грецькі джерела пропонують інший погляд. Геродот і Ктесій Кнідський ідентифікують Астіага як правителя імперії, яка передувала Перській. Згідно з Геродотом, Астіаг, як останній мідійський цар, був пов'язаний родинними зв'язками зі своїм попередником Кіаксаром та його наступником Кіром (так само і Ктесій), і Геродот повідомляє, що він правив 35 років. Історична достовірність цих вигаданих розповідей, які довго сприймалися за чисту монету, стала предметом численних дискусій у новітніх дослідженнях.